# Eugene Omalla
Eugene Omalla (Zoetermeer, 5 ottobre 2000) è un velocista olandese, campione olimpico di staffetta 4×400 metri a Parigi 2024.

## Biografia
Nato da padre ugandese e madre olandese, ha un gemello, anche lui velocista, di nome Jaime Omalla. Nato a Zoetermeer, vive nei Paesi Bassi fino all'età di sette anni, quando insieme alla famiglia si trasferisce in Uganda. Fa parte della società atletica dell'università Kansas State Wildcats, dove intraprende gli studi scolastici.

## Carriera
A maggio 2023 ha stabilito il suo record outdoor nei 400 m (46"06), mentre a inizio 2024 ha stabilito il nuovo record africano (45"18). 
L'8 e il 9 marzo 2024, invece, partecipa ai Campionati indoor NCAA a Boston, nei 400 m e nella staffetta, quest'ultima in squadra con il gemello Jaime. Nella gara individuale ottiene un tempo di 46"37, mentre con la squadra ottiene la medaglia di bronzo.
Rappresenta per la prima volta i Paesi Bassi al World Athletics Relays 2024 a Nassau, il 4 e il 5 maggio. Il 3 agosto, invece, partecipa alla gara della staffetta 4×400 metri mista ai Giochi olimpici di Parigi 2024, vincendo la medaglia d'oro, insieme ai compagni di squadra Lieke Klaver, Isaya Klein Ikkink, Femke Bol e Cathelijn Peeters. Con questa vittoria lui e i compagni di squadra stabiliscono anche il nuovo record europeo.
Nel 2025 conquista la medaglia d'oro nella staffetta 4x400 metri maschile agli europei indoor di Apeldoorn.

## Palmarès
| Anno | Manifestazione  | Sede      | Evento        | Risultato | Prestazione | Note           |
| ---- | --------------- | --------- | ------------- | --------- | ----------- | -------------- |
| 2024 | Giochi olimpici | Parigi    | 4x400 m mista | Oro       | 3'07"43     | Record europeo |
| 2025 | Europei indoor  | Apeldoorn | 400 m piani   | Batteria  | 46"62       |                |
| 2025 | Europei indoor  | Apeldoorn | 4x400 m       | Oro       | 3'04"95     |                |
| 2025 | World Relays    | Guangzhou | 4x100 m mista | Batteria  | 41"81       |                |